# Formica neogagates
Formica neogagates (лат.) — вид муравьев рода Formica из семейства формицины. Встречается по всей Северной Америке, интродуцирован в Европу.